# Список депутатов Верховного Совета Казахской ССР II созыва
Депутаты Верховного Совета Казахской ССР II созыва (1947—1951). Избраны на выборах Верховного Совета Казахской ССР 16 февраля 1947 года.
На основании данных, полученных от всех избирательных комиссий, общее количество участковых зарегистрированных избирателей определилось в 3 553 881 избирателя. Из них приняли участие в выборах депутатов Верховного Совета Казахской ССР 3 552 984 или 99,97 процента от общего числа зарегистрированных избирателей.
Во всех 300 избирательных округах по выборам в Верховный Совет Казахской ССР за кандидатов блока коммунистов и беспартийных голосовало 3 541 980 избирателей, что составляет 99,70 процента от общего числа избирателей, участвовавших в голосовании. Голосовало против кандидатов в депутаты 10 789 человек, что составляет 0,30 процента от общего числа избирателей, участвовавших в голосовании.

## гор. Алма-Ата
1. Сталин, Иосиф Виссарионович — Сталинский избирательный округ.
2. Айбасов, Хафис Хасаинович — Горно-Октябрьский округ.
3. Байсеитова, Куляш — Кировский округ.
4. Бультрикова, Балжан — Пушкинский округ.
5. Вишня, Пантелей Степанович — Молотовский округ.
6. Джусупбеков, Сулеймен Джусупбекович — Октябрьский округ.
7. Лукьянец, Иван Куприянович — Дзержинский округ.
8. Нечитайло, Илья Федосеевич — Железнодорожный округ.
9. Поцелуев, (Снегин) Дмитрий Федорович — Фрунзенский округ.
10. Ундасынов, Нуртас Дандыбаевич — Заводской округ.
11. Шаяхметов, Жумабай — Ленинский округ.
12. Шмельков, Иван Егорович — Привокзальный округ.
13. Юрлова, Антонина Николаевна — Мало-Алма-Атинский округ.

## Алма-Атинская область
1. Абаев, Жилкибай — Мало-Станичный округ.
2. Бейсенов, Алишер Бейсенович — Илийский-Пристанционный округ.
3. Бутин, Мажекен Есенович — Илийский-Сельский округ.
4. Владимиров, Андрей Иванович — Тургенский округ.
5. Волошко, Павел Порфирьевич — Энбекши-Казахский округ.
6. Джангозин, Джакипбек — Чиликский округ.
7. Кузембаев, Нурдавлет Кузембаевич — Балхашский округ.
8. Нуркин, Булат Нуркинович — Тастакский округ.
9. Раджибаев, Юнус Рахметович — Уйгурский округ.
10. Симкова, Екатерина Антоновна — Каскеленский округ.
11. Тихов, Гавриил Адрианович — Талгарский округ.
12. Чернышева, Надежда Петровна (депутат) — Джамбулский округ.
13. Шахаманова, Несипты — Кегенский округ.

## Акмолинская область
1. Абакова, Заги — Кургальджинский округ.
2. Бейсебаев, Масымхан Бейсебаевич — Сандыктауский округ.
3. Босенко, Максим Степанович — Атбасарский-Сельский округ.
4. Гончаров, Иван Михайлович — Шортандинский округ.
5. Грищенко, Вера Терентьевна — Вознесенский округ.
6. Дияров, Курман — Кенесскии округ.
7. Елемесов, Писпекбай — Казгочинский округ.
8. Иманов, Байкен — Акмолинский-Привокзальный округ.
9. Канапин, Амир Канапинович — Атбасарский-Городской округ.
10. Кисанов, Атымтай — Есильский округ.
11. Курочкин, Василий Васильевич — Акмолинский-Железнодорожный округ.
12. Луценко, Михаил Николаевич — Степнякский округ.
13. Николаева, Клавдия Григорьевна — Молотовский округ.
14. Пахомова, Мария Максимовна — Эркеншиликский округ.
15. Саменова, Толеутай — Акмолинский-Заводской округ.
16. Сарсембаев, Сабыр — Вишневский округ.
17. Ташмагомбетов, Хаким — Сталинский-Промышленный округ.
18. Трофимов, Степан Яковлевич — Ново-Черкасский округ.
19. Хасенов, Мукаш — Акмолинский-Центральный округ.
20. Чесноков, Семен Алексеевич — Макинский округ.
21. Чухлиева, Евдокия Трофимовна — Калининский округ.
22. Шортанова, Бижан — Акмолинский-Сельский округ.

## Актюбинская область
1. Ахметов, Сагинтай Ахметович — Ключевой округ.
2. Дуисов, Джумабек — Иргизский округ.
3. Иванова, Екатерина Ивановна (депутат) — Ленинский-Городской округ.
4. Карекенова, Акжанай — Уильский округ.
5. Козлов, Виктор Николаевич — Джурунский округ.
6. Кунаев, Динмухамед Ахметович — Челкарский округ.
7. Оразбаев, Шашан — Актюбинский-Сельский округ.
8. Пузанов, Георгий Дмитриевич — Актюбинский-Железнодорожный округ.
9. Сагимбаева, Зейнеп Гасеновна — Степной округ.
10. Саткангалиева, Озипа — Байганинский округ.
11. Тайбеков, Елубай Базимович — Мартукский округ.
12. Хвостов, Михаил Ионович — Темирский округ.
13. Черниязова, Калдыпара — Новороссийский округ.
14. Ширяев, Пётр Прокофьевич — Актюбинский-Пригородный округ.
15. Якупов, Валий Якупович — Хобдинский округ.

## Восточно-Казахстанская область
1. Айталиев, Жархан Айталиевич — Катон-Карагайский округ.
2. Амриев, Абдугали — Уланский округ.
3. Аукенов, Скак — Курчумский округ.
4. Бунаков, Захар Агеевич — Лениногорский-Городской округ.
5. Быкова, Екатерина Павловна — Лениногорский-Промышленный округ.
6. Гафиатуллин, Сулейман Халилович — Белоусовский округ.
7. Дерябин, Иван Антропович — Верхубинский округ.
8. Капустина, Евдокия Ефимовна — Кировский округ.
9. Клименко, Иван Елизарович — Ульбастроевский округ.
10. Логвиненко, Петр Васильевич — Лениногорский-Железнодорожный округ.
11. Лялина, Мария Дорофеевна — Иртышгэсстроевский округ.
12. Омаров, Ильяс Омарович — Усть-Каменогорский-Промышленный округ.
13. Павлов, Георгий Петрович — Таврический округ.
14. Парий, Дарья Михайловна — Батинский округ.
15. Паремский, Юлиан Мартынович — Маркакульский округ.
16. Петухов, Федот Дмитриевич — Предгорненский округ.
17. Полипов, Иван Петрович — Шемонаихинский округ.
18. Сапаргалиева, Загиран — Тарбагатайский округ.
19. Сатпаев, Каныш Имантаевич — Сталинский округ.
20. Скаков, Каирбек — Самарский округ.
21. Ткаченко, Михаил Игнатьевич — Зыряновский округ.
22. Тургаутова, Урумжан — Зайсанский округ.
23. Урашев, Аип Урашевич — Бухтарминский округ.
24. Шишаков, Константин Николаевич — Больше-Нарымский округ.
25. Эпиктетов, Сергей Фёдорович — Усть-Каменогорский-Городской округ.

## Гурьевская область
1. Бакраев, Амир — Мангистауский округ.
2. Галиев, Салимжан Фазылович — Эмбинский округ.
3. Дюймуханов, Калеш — Новобогатинский округ.
4. Искариев, Рамазан — Макатский округ.
5. Муканов, Сабит Муканович — Шевченковский округ,
6. Мусина, Макпал — Испульский округ.
7. Нурханаева, Наси — Денгизский округ.
8. Сембаев, Абдыхамит Ибнеевич — Кзыл-Кугинский округ.
9. Слепнева, Агриппина Захаровна — Кагановичский округ.
10. Тажибаев, Тулеген Тажибаевич — Гурьевский округ.
11. Утебаев, Сафи — Жилокосинский округ.
12. Шарипов, Садык Шарипович — Баксайский округ.

## Джамбулская область
1. Абызов, Анарбек — Новотроицкий округ.
2. Алексеев, Сергей Фёдорович — Красногорский округ.
3. Арстанбеков, Аубакир Абдраимович — Сары-Суйский округ.
4. Демченко, Екатерина Фёдоровна — Курдайский округ.
5. Дидарбекова, Наужан — Свердловский округ.
6. Досанов, Абдрахман — Меркенский округ.
7. Досумбаев, Абдижапар — Таласский округ.
8. Еволенко, Дарья Никаноровна — Луговской округ.
9. Едильбаев, Измухаммед Едильбаевич — Коктерекский округ.
10. Калкенов, Шамухан — Джамбулский-Новогородской округ.
11. Кельмембетова, Базаркуль — Костаганский округ.
12. Просолупов, Александр Андреевич — Джалпактобинский округ.
13. Сасыкбаев, Джапай — Железнодорожный округ.
14. Шахшин, Мусатай — Чуйский округ.
15. Филиппова, Елизавета Савельевна — Джамбулский-Старогородской округ.
16. Яковлев, Сергей Яковлевич (государственный деятель) — Сахаро-Заводской округ.

## Западно-Казахстанская область
1. Асанов, Балтабек — Чингирлауский округ.
2. Валиев, Бактыгали Валиевич — Джангалинский округ.
3. Даиров, Музаппар Даирович — Урдинский округ.
4. Едыгенов, Казтай Едыгенович — Каменский округ.
5. Ермукатова, Калида — Уральский-Железнодорожный округ.
6. Ишанов, Хусаин Сахбалиевич — Джаныбекский округ.
7. Кузембаева, Мадина — Тайпакский округ.
8. Мирманов, Мухтар — Чапаевский округ.
9. Орлов, Иван Яковлевич — Бурлинский округ.
10. Ротань, Анна Тарасовна — Приреченский округ.
11. Румянцев, Константин Яковлевич — Уральский-Сельскай округ.
12. Салин, Минайдар — Джамбейтинский округ.
13. Утехина, Ксения Афанасьевна — Уральский-Центральный округ.
14. Хлевин, Павел Андреевич — Теректинский округ.

## Карагандинская область
1. Молотов, Вячеслав Михайлович — Кировский округ гор. Караганда.
2. Абабков, Тихон Иванович — Бертысский округ.
3. Аймаканов, Балмакан — Джезказганский округ.
4. Акижанов, Балташ — Карагандинский-Привокзальный округ.
5. Акулов, Пётр Филимонович — Майкудукский округ.
6. Аскаров, Юсуп — Каркаралинский округ.
7. Бызов, Алексей Петрович — Карагандинский-Сталинский округ.
8. Десятников, Дмитрий Терентьевич — Прибалхашский округ.
9. Ерохина, Александра Ивановна — Михайловский округ.
10. Жаугашева, Кармыза — Нуринский округ.
11. Заленский, Николай Дмитриевич — Ворошиловский округ.
12. Карибжанов, Фазыл — Четский округ.
13. Кошевенко, Мария Афанасьевна — Осакаровский округ.
14. Мамраев, Мартбек — Карагандинский-Ленинский округ.
15. Мешелова, Несипбала — Жана-Аркинский округ.
16. Нагаев, Борис Данилович — Пионерский округ.
17. Плеханов, Сергей Прохорович — Карагандинский-Железнодорожный округ.
18. Поздняков, Пётр Яковлевич — Тельманский округ.
19. Серикбаев, Бисен — Коунрадский округ.
20. Сериков, Шаймаган — Шахтинский округ.
21. Тажиев, Ибрагим Тажиевич — Улу-Тауский округ.
22. Турмагамбетов, Укен — Темир-Тауский округ.
23. Шибаев, Василий Тихонович — Ново-Тихоновский округ.

## Кзыл-Ординская область
1. Бабкин, Николай Ефимович — Казалинский-Городской округ.
2. Бекдуалиев, Махан — Яны-Курганский округ.
3. Бектелеев, Сафар Темирханович — Кармакчинский округ.
4. Даутбаев, Тулеген — Ново-Казалинский округ.
5. Ермагамбетова, Шекер — Придарьинский округ.
6. Жахаев, Ибрай — Чиилинский округ.
7. Жуниспаева, Зейпинеи — Терень-Узякский округ.
8. Ишкенов, Гиляш Шигапович — Аральский-Городской округ.
9. Калыбаев, Сахыбай — Джалагашский округ.
10. Куанбаева, Камка — Казалинский-Сельский округ.
11. Михайлин, Александр Ильич — Кзыл-Ординский-Железнодорожный округ.
12. Мухамбетов, Жакипбек — Сырдарьинский округ.
13. Рыскалов, Бахит — Аральский-Сельский округ.
14. Саубенов, Габбас Баймухамедович — Камышлы-Башский округ.
15. Тастайбеков, Хайруш — Кзыл-Ординский округ.

## Кокчетавская область
1. Абуов, Маулют — Кзыл-Туский округ.
2. Альжапарова, Сакыш — Рузаевский округ.
3. Бейсекеев, Кабжан Бейсекеевич — Энбекшильдерский округ.
4. Бектурсунов, Бапан — Зерендинский округ.
5. Бережная, Антонина Антоновна — Дмитриевский округ.
6. Брович, Петр Лаврентьевич — Красноармейский округ.
7. Гаврилов, Иван Григорьевич — Щучинский-Городской округ.
8. Ергебеков, Елемес — Кокчетавский-Кировский округ.
9. Забежанский, Натан Хаимович — Келлеровский округ.
10. Кулмурзина, Шамшия — Айртауский округ.
11. Нагметов, Байтык — Володаровский округ.
12. Нурмагамбетов, Садык Хусаинович — Арык-Балыкский округ.
13. Першин, Яков Алексеевич — Кременчугский округ.
14. Сапаргалиев, Махмуд Сапаргалиевич — Чкаловский округ.
15. Сейткалиева, Гульжиян Джумабаевна — Кокчетавский-Сельский округ.
16. Семёнова, Таисия Ильинична — Кокчетавский-Городской округ.

## Кустанайская область
1. Берлин, Дмитрий Иванович — Кустанайский-Сельский округ.
2. Гаража, Михаил Яковлевич — Федоровский округ.
3. Губарева, Валентина Алексеевна — Пресногорьковский округ.
4. Джангильдин, Алиби Тогжанович — Амангельдинский округ.
5. Ерофеев, Николай Александрович — Пешковский округ.
6. Жильгильдин, Хасен — Тургайский округ.
7. Жусупов, Абжан — Карабалыкский округ.
8. Игликов, Кожахмет — Урицкий округ.
9. Испембетов, Искендир — Орджоникидзевский округ.
10. Киякова, Зура — Затобольский округ.
11. Кобеев, Спандияр — Мендыгаринский округ.
12. Кудлай, Иван Яковлевич — Семиозерный округ.
13. Лысенкова, Мария Степановна — Кустанайский-Кагановичский округ.
14. Морозов, Яков Епифанович — Кушмурунский округ.
15. Нефёдов, Константин Иванович — Кустанайский-Городской округ.
16. Петренко, Артём Анисимович — Тарановский округ.
17. Токтамысов, Салимгерей Токтамысович — Джетыгаринский округ.
18. Усенко, Надежда Петровна — Узункольский округ.
19. Шарипов, Исагали Шарипович — Молотовский округ.
20. Шипин, Омар — Убаганский округ.

## Павлодарская область
1. Айтмагамбетова, Магия — Лебяжинский округ.
2. Аубакирова, Разия — Иртышский округ.
3. Бекенов, Исагул — Бескарагайский округ.
4. Ивандаев, Иван Васильевич — Павлодарский — Городской округ.
5. Кенжебаев, Шакир — Баян-Аульский округ.
6. Керимбаев, Даниял Керимбаевич — Куйбышевский округ.
7. Музыка, Пётр Фёдорович — Лозовский округ.
8. Мынбаев, Карим Мынбаевич — Павлодарский-Сельский округ.
9. Недовбина, Татьяна Григорьевна — Цюрупинский округ.
10. Онгарбаев, Акай Онгарбаевич — Галкинский округ.
11. Перевозчиков, Георгий Антонович — Максимо-Горьковский округ.
12. Урумбаев, Умурзак — Урлютюпский округ.
13. Шевченко, Харитина Карповна — Береговой округ.

## Северо-Казахстанская область
1. Айдарханов, Ахат — Булаевский округ.
2. Ахметов, Кигора — Петропавловский-Поселковый округ.
3. Горинова, Александра Петровна — Петропавловский-Промышленный округ.
4. Даулбаев, Ахмет Дакишевич — Мамлютский округ.
5. Иржанов, Амир Иржанович — Баянский округ.
6. Кизатов, Жалель — Тарангульский округ.
7. Клобун, Гавриил Васильевич — Приишимский округ.
8. Крюкова, Капитолина Николаевна — Пресновский округ.
9. Кусаинова, Нарсула — Октябрьский округ.
10. Мельник, Григорий Андреевич — Полудинский округ.
11. Новак, Григорий Яковлевич — Советский округ.
12. Носова, Анна Петровна — Конюховского округ.
13. Носова, Татьяна Прокопьевна — Петропавловско-Подгорный округ.
14. Орлов, Евграф Ермилович — Петропавловский-Сельский округ.
15. Печорин, Иван Илларионович — Петропавловский-Железнодорожный округ.
16. Скворцов, Иван Александрович — Соколовский округ.
17. Шугайло, Иван Авксентьевич — Ленинский округ.
18. Цимбал, Ефим Васильевич — Петропавлавский-Центральный округ.

## Семипалатинская область
1. Шверник, Николай Михайлович — Семипалатинский-Центральный избирательный округ.
2. Байузаков, Хасен — Жарминский округ.
3. Белюнов, Пётр Павлович — Чарский округ.
4. Березин, Иван Терентьевич — Урджарский округ.
5. Гарагаш, Александр Дементьевич — Ново-Шульбинский округ.
6. Ережепов, Досым — Ново-Покровский округ.
7. Заговельев, Александр Петрович — Маканчинский округ.
8. Ильиных, Николай Владимирович — Жана-Семейский округ.
9. Ильяшев, Рымбек — Кокпектинский округ.
10. Калдыбекова, Баирша — Аягузский-Сельский округ.
11. Круглов, Сергей Иванович — Семипалатинский-Затонский округ.
12. Лихачёва, Зоя Васильевна — Семипалатинский-Октябрьский округ.
13. Махмутова, Оразбиби Кудияровна — Семипалатинский-Ленинский округ.
14. Мурзабекова, Карашаш — Абайский округ.
15. Нуржанов, Гали — Аксуатский округ.
16. Пчёлкин, Афанасий Афанасьевич — Аягузский-Городской округ.
17. Сидоренко, Евстигней Яковлевич — Семипалатинский-Калининский округ.
18. Ясько, Иван Фёдорович — Бородулихинский округ.

## Талды-Курганская область
1. Абдыкалыков, Мухамеджан — Алакульский округ.
2. Аитова, Шолпан — Аксуйский округ.
3. Артыгалиев, Шолак Артыгалиевич — Копальский округ.
4. Бабинцев, Илья Семёнович — Гвардейский округ.
5. Венедиктов, Иван Фёдорович — Сархандский округ.
6. Джакипов, Сейткали — Октябрьский округ.
7. Канарейкин, Василий Михайлович — Панфиловский округ.
8. Каскеев, Сейтим — Каратальский округ.
9. Кондратенко, Андрей Павлович — Карабулакский округ.
10. Нурбаев, Мирза-Хадыр — Бурлю-Тюбинский округ.
11. Панферов, Алексей Иванович — Текелийский округ.
12. Першина, Серафима Яковлевна — Андреевский округ.
13. Рахимбаева, Хантай — Айнабулакский округ.
14. Саткинова, Рахия — Сахаро-Заводской-Кировский округ.
15. Суханова, Агафья Моисеевна — Талды-Курганский округ.

## Южно-Казахстанская область
1. Жданов, Андрей Александрович — Чимкентский-Дзержинский округ.
2. Абенова, Знура — Пахта-Аральский округ.
3. Алибекова, Уржамал — Шаульдерский округ.
4. Алипбаев, Бегалы — Ленгеровский округ.
5. Алексеев, Иван Максимович — Калининский-3аводской округ.
6. Аширбаев, Дюйсембай — Александровский округ.
7. Глазов, Тихон Прокофьевич — Джувалинский округ.
8. Дауленов, Салькен — Георгиевский округ.
9. Джузжигитов, Оразымбет — Ильичевский-Молтовский округ.
10. Ермекбаева, Палжан — Чимкентский-Сельский округ.
11. Ешметова, Абуда — Туркестанский округ.
12. Исмаилова, Сарсекуль — Тюлькубасский округ.
13. Калибаева, Калдыкиз — Чаяновский округ.
14. Кистауов, Ахметбек Мухамедьярович — Келесский округ.
15. Курбанов, Олжа — Карабулакский округ.
16. Мандрыгин, Василий Николаевич — Сайрамский округ.
17. Мирошников, Владимир Иванович — Брич-Мулинский округ.
18. Момбеков, Баймахан — Ачисайский округ.
19. Олифин, Константин Леонидович — Чимкентский-центральный округ.
20. Омаров, Джумагали — Чимкентский-Железнодорожный округ.
21. Орлов, Александр Семенович — Ильичевский округ.
22. Пазиков, Хабир Мухарамович — Сары-Агачский округ.
23. Пелевин, Виктор Михайлович — Туркестанский-Железнодорожный округ.
24. Тажибаев, Мадихожа — Сузакский округ.
25. Серикбаев, Сапарбек — Каратасский округ.
26. Сулейменов, Касым — Сталинский-Совхозный округ.
27. Уразбаева, Айнаш — Фрунзенский округ.
28. Утембаев, Аббас Омарович — Балыкчинский округ.
29. Шураев, Мурзахан — Чубаровский округ.
30. Халикеев, Курбанбай — Газыл-Кентский округ.
31. Юсупов, Исмаил Абдурасулович — Кзыл-Кумский-Кировский округ.
32. Юсупова, Ульбеке — Арысский округ.